# Librería Canuda
La Librería Canuda fue una librería de viejo de Barcelona, fundada en 1948 por Ramón Mallafré Conill, en la calle Canuda, junto al Ateneu Barcelonès. que inició una aventura cultural continuada posteriormente por su hijo, Santiago Mallafré Gou, quien logró situarla entre las primeras librerías del estado (más de 400.000 títulos). con obras tan importantes como un magnífico ejemplar de la Enciclopedie de Diderot y D'alembert en 28 volúmenes, gran folio. (Edición de París, circa 1760). 
Organizaba un gran número de actos que incluían exposiciones en su galería de arte, presentaciones de libros, haciendo que sus sesenta y cinco años de historia llegaran hasta la primera década de siglo XXI. Hasta febrero de 2013 formó parte de la Red de Librerías Acreditadas de la Generalidad, El escritor Carlos Ruiz Zafón la cita en su guía, y se inspiró en esta Librería cuando escribió la novela, traducida a varios idiomas: La sombra del viento.
El 23 de noviembre de 2013 cerró las puertas de su local como librería, (transformado en un gran almacén de moda "prêt a porter") y siguió haciendo ventas en línea de su fondo de libros desde Arenys de Munt.